# Волосяной фолликул
Волосяно́й фолли́кул (лат. folliculus pili, также волосяная луковица) — динамичный орган, находящийся в дермальном слое кожи млекопитающего и состоящий из 20 различных типов клеток с различными функциями. Волосяной фолликул регулирует рост волос при помощи взаимодействия между гормонами, нейропептидами и иммунными клетками. Это сложное взаимодействие позволяет волосяному фолликулу создавать различные виды волос на разных частях тела. К примеру, длинные пигментированные волосы растут на голове, а пушковые волосы покрывают организм плода в утробе и, в некоторых случаях, новорожденных. Процесс роста волос состоит из разнообразных непрерывных стадий. Различают такие стадии, как анаген (активная фаза роста), катаген (стадия отдыха), телоген (фаза регрессии волосяного фолликула), экзоген (активная фаза «линьки») и, наконец, кеноген (фаза промежутка между опустошением волосяного фолликула и ростом новых волос).

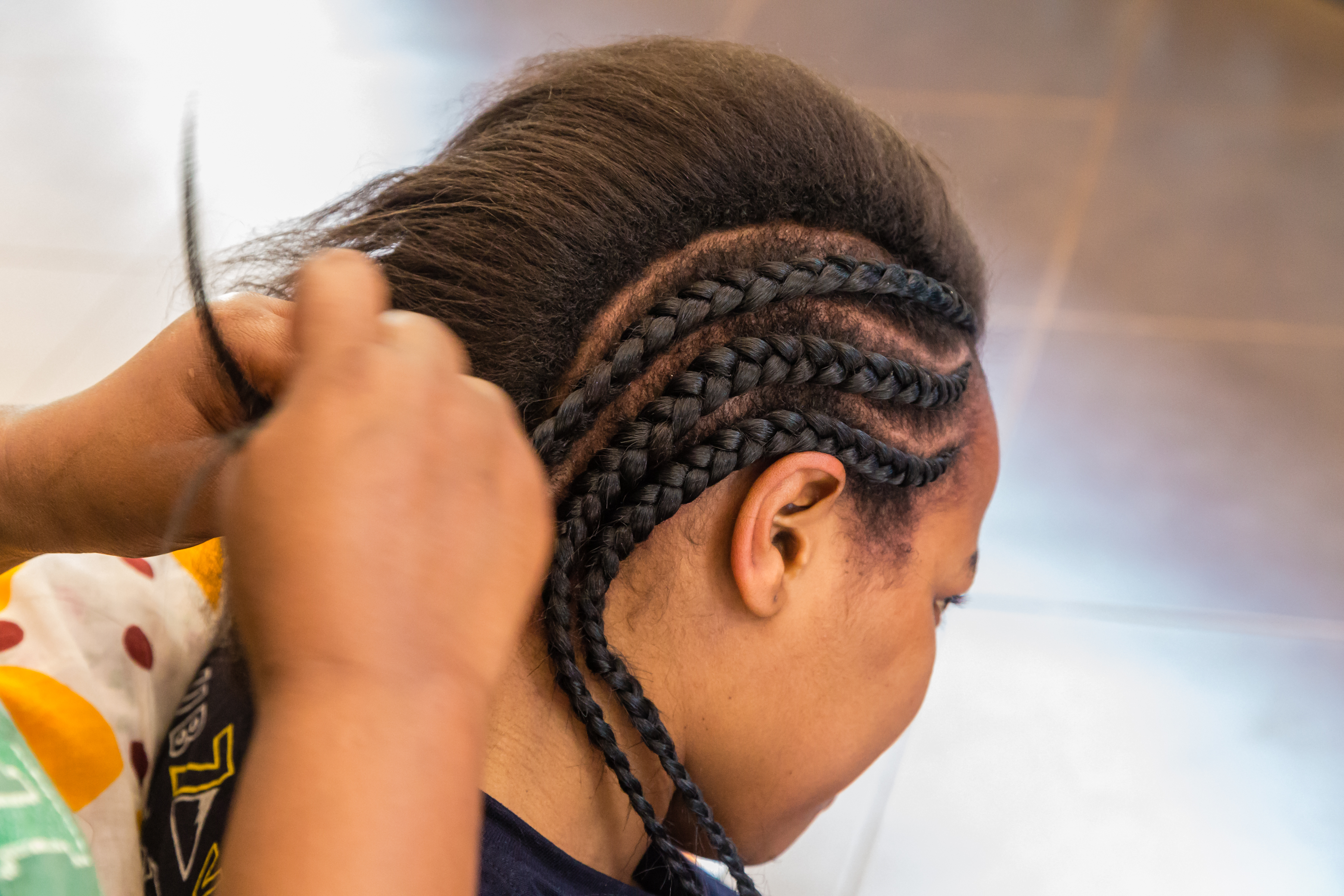
На протяжении веков люди приписывают эстетический характер укладке и украшению волос на голове, и раньше это часто использовалось для соблюдения культурных или социальных норм в обществе.

Функция волос у человека до сих пор была предметом интереса и продолжает быть важной темой в обществе, биологии развития и медицине. Из всех млекопитающих у человека самая длительная стадия роста волосяного покрова головы относительно роста волос на других частях тела. На протяжении веков люди приписывают эстетический характер укладке и украшению волос на голове, и раньше это часто использовалось для соблюдения культурных или социальных норм в обществе. В дополнение к своей роли в определении внешнего вида человека, волосы на голове также обеспечивают защиту от ультрафиолетовых солнечных лучей и являются изолятором от экстремально горячих или холодных температур. Различия в форме волосяных фолликулов на голове определяют наблюдаемое этническое разнообразие внешнего вида волос, их длины и текстуры.
Существует множество заболеваний, при которых изменения внешнего вида волос, текстуры или роста свидетельствуют или о локальном заболевании волосяного фолликула, или о системной болезни. Среди хорошо известных заболеваний волосяного фолликула присутствуют такие, как алопеция, или облысение, гирсутизм, или излишний рост волос, и красная волчанка (lupus erythematosus).

Схематическое изображение фолликула:
1. Стержень волоса
2. Поверхность кожи
3. Кожное сало
4. Сальная железа
5. Волосяной фолликул

## Строение

### Волосяной сосочек
В нижней части фолликула находится довольно большое образование — волосяной сосочек, образованный главным образом из соединительной ткани и сетки кровеносных сосудов. Сосочек контролирует состояние и рост волоса — если гибнет сосочек, погибает и волос, если же сосочек уцелел, на месте погибшего волоса вырастает новый. Клетки волосяного сосочка, воспринимая влияние костного морфогенетического белка 6, выделяемого тканевой «нишей» фолликула, приобретают способность индуцировать образование нового фолликула, запуская дифференцировку эпидермальных стволовых клеток.

### Волосяная воронка
Воронкообразное углубление кожи в месте, где корень волоса переходит в стержень. В волосяную воронку открываются протоки сальных желез.

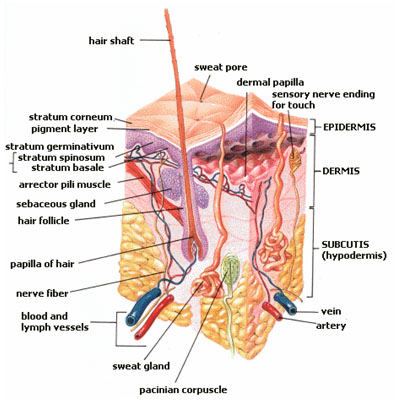
Все слои кожи в разрезе

### Волосяная мышца
Чуть ниже сальной железы к фолликулу прикреплена мышца, поднимающая волос (musculus arrector pili), состоящая из гладкой мускулатуры. Под влиянием некоторых психологических факторов, таких как ярость или возбуждение, и физических факторов, например, холода, эта мышца сокращается и поднимает волосы, отчего и пошло выражение «волосы дыбом встали».

### Корневое влагалище
Корневое влагалище состоит из трёх слоев: внешнего, среднего и кутикулы. Клетки внутреннего корневого влагалища ороговеют и участвуют в образовании и росте волоса.

### Другие структуры
К другим компонентам волосяного фолликула относятся сальные (их обычно 2-3) и потовые железы, выделяющие секрет, который образует на поверхности кожи защитный гидролипидный слой.

## Стадии развития фолликула
Различают три стадии развития фолликула: анаген — период роста; катаген — переход от одной стадии к другой, стадия инволюции или регрессии; и телоген — период недвижимости или покоя (названия образованы при помощи греческих префиксов «ана-», «ката-» и «телос-», соответственно означающих «верхний», «нижний» и «конечный»). У каждой стадии имеется несколько морфологически и гистологически различимых подстадий. Перед началом цикла происходит стадия фолликулярного морфогенезиса (образование фолликула). Также имеет место независимая от анагена и телогена «стадия линьки», или экзоген, в ходе которой в одиночном фолликуле могут появиться один или несколько волос. В норме до 90% волосяных фолликулов находятся на стадии анагена, 10-14% — на стадии телогена, и 1-2% — на стадии катагена.
Длительность цикла у разных частей тела различна. К примеру, волосам бровей для завершения этого цикла нужно примерно 4 месяца, а волосам на голове — 3-4 года; по этой причине волосы бровей гораздо короче по сравнению с волосяным покрытием головы.
Циклы роста контролируются химическим сигналом, таким как эпидермальный фактор роста. DLX3 — ключевой регулятор циклов и дифференциации фолликулов.

### Анаген
Анаген — это стадия активного роста волосяного фолликула, во время которой корень волоса быстро делится, и возникает волосяной стержень. Во время этой фазы волос вырастает на 1 см каждые 28 дней. Волосяной покров головы остаётся в этой активной стадии роста на 2-7 года; этот период определяется генетически. В конце анагена неизвестный сигнал провоцирует фолликулы уйти в стадию катагена.

### Катаген
Катаген — это короткий промежуточный этап, происходящий в конце анагена. Он сигнализирует окончание активного роста волоса. Эта фаза длится на протяжении 2-3 недель, пока волос переходит в состояние волосяной луковицы. Волосяная луковица формируется в течение катагена, когда часть волосяного фолликула в контакте с нижней частью волоса крепится к волосяному стержню. Этот процесс отрезает волос от его кровоснабжения и от клеток, вырабатывающих новые волосы. Когда волосяная луковица полностью сформирована (2-недельный процесс), волосяной фолликул входит в стадию телогена.

### Телоген
Телоген — стадия отдыха волосяного фолликула. Когда организм подвергается повышенному стрессу, целых 70% волос могут преждевременно войти в телоген и начать выпадать, вызывая заметную потерю волос. Это состояние называется телогенным оттоком. Волосяная луковица является конечным продуктом волосяного фолликула на стадии телогена, а затем — отмерший, полностью ороговевший волос. В норме ежедневно на каждые 100 волос приходится 50 выпавших, которые находятся в стадии телогена.

### Длительность стадий развития
- Волосяное покрытие головы: Длительность этих фаз различается у разных людей. Различный цвет волос и форма фолликулов влияют на временной расчёт этих фаз.
  - анаген — 2-8 года (иногда намного дольше)
  - катаген — 2-3 недели
  - телоген — около 3 месяцев

- Брови, ресницы:
  - анаген — до 4 недель
  - катаген — 1-2 недели
  - телоген — 8-9 недель